# Utetheisa designata
Utetheisa designata là một loài bướm đêm thuộc phân họ Arctiinae, họ Erebidae.